# Yumiko Kobayashi
 (mars 2022).
Si vous disposez d'ouvrages ou d'articles de référence ou si vous connaissez des sites web de qualité traitant du thème abordé ici, merci de compléter l'article en donnant les références utiles à sa vérifiabilité et en les liant à la section « Notes et références ».
Yumiko Kobayashi (小林 由美子, Kobayashi Yumiko), née le 18 juin 1979 à Chiba, au Japon, est une seiyū (doubleuse japonaise) et une chanteuse.
Elle a doublé Sarah dans la version anime de Love Hina et Poemi Watanabe dans Puni Puni Poemi. Elle double son propre rôle dans l'anime Excel Saga (Excel Kobayashi) et chante avec Mikako Takahashi dans le groupe Excel Girls. Elle chante également les génériques de début et de fin de Puni Puni Poemi. Elle semble douée dans le domaine des personnages haut en couleur puisqu'elle double actuellement Black☆Star de la série montante Soul Eater. En 2009, elle double Yûki Onozawa dans Tôkyô Magnitude 8.0. 

## Doublage
- Angel Beats! (Ōyama)
- Boruto ( Boruto : Naruto next generation)
- Transformers: Beast Wars II (Lio Junior)
- Chikyuugai Shounen Shoujo (Hakase)
- Crayon Shin-chan (Shinnosuke Nohara, depuis juillet 2018)
- D.N.Angel (Takeshi Saehara, jeune)
- Dragon Ball Daima (Kaio Shin, jeune)
- Duel Masters (Shobu Kirifuda)
- Eternal Sonata (Beat)
- éX-Driver (Sōichi Sugano)
- Excel Saga (Excel Kobayashi)
- Gate Keepers (Hideki)
- Ikki Tousen (Ukitsu)
- Katekyo Hitman Reborn! (Ginger Bread)
- La Tour de Druaga (Yury)
- Les Misérables: Shoujo Cosette (Gavroche)
- Little Snow Fairy Sugar (Basil)
- Love Hina (Sarah McDougal)
- Magical Play (Zucchini)
- Mirumo (Beruru)
- My-Otome (Mahya Blythe)
- Naruto (Nawaki)
- Peacemaker Kurogane (Ichimura Tetsunosuke)
- Le Prince du tennis (Taichi Dan)
- Princess Maker 4 (Lee)
- Puni Puni Poemy (Poemy "Kobayashi" Watanabe)
- Rockman Rockman (Rockman)
- Romancing SaGa (Aisha)
- Run for Money: The Great Mission (Hal Tomura)
- Shakugan no Shana (Matake Ogata)
- Shakugan no Shana Second (Matake Ogata)
- Sister Princess (Mamoru)
- Slayers Revolution (Pocota)
- Sonic X (Bokkun)
- Soul Eater (Black Star)
- Star Ocean: Second Evolution (Leon D.S. Geeste)
- Super Robot Wars series (Ryoto Hikawa)
- Superior Defender Gundam Force (Genkimaru)
- Tales of the Abyss (Ion et Sync)
- 'Thunderbirds (Fermat)
- Tokimeki Memorial Girl's Side: 2nd Kiss (Yuu Otonari)
- Tokyo Magnitude 8.0 (Yuuki)
- Tsubasa -RESERVoir CHRoNiCLE- (Kurogane, jeune)
- Yakitate!! Japan (Kazuma Azuma)